# Mehedeby
Mehedeby är en tätort i Tierps kommun belägen 15 kilometer nordväst om Tierp. Mehedeby ligger mellan Dalälvens fjärdar i väster och Uppsalaåsen i öster. Den gamla E4:an (Länsväg C 600) samt Ostkustbanan går igenom samhället och Mälartåg stannar i Mehedeby. Motorvägen på dagens E4 går också förbi Mehedeby.

## Samhället
Mehedeby består huvudsakligen av bostäder men viss mekanisk industri finns. Pendling till såväl Tierp som Gävle förekommer.

## Historia
Från början hette orten bara Mehede vilket kommer av fornnordiskans "midh" och "hed" som betyder "mitt emellan" samt "ås". Namnet anspelar alltså på ortens belägenhet på åsen mellan Tierp och Älvkarleby.
Mehedeby omtalas första gången 1391. 1475 tillföll en gård i Mehede Bengt Fadersson (Sparre av Hjulsta och Ängsö) i arvskifte med brodern Nils. 1541 fanns 3 skattegårdar och en frälsegård i Mehedeby.
År 1874 blev Mehedeby en anhalt efter den nya järnvägssträckningen mellan Uppsala och Gävle. Stationen förlades norr om bykärnan och en ny bebyggelsekoncentration växte fram här runt sekelskiftet 1900. Vid denna tid började också andra näringar att etableras i det gamla jordbrukssamhället såsom affärsverksamhet, sågverk och tegelbruk.
Under 1880-talet fanns gästgiveri i byn. Mehedeby evangeliska församling bildades 1880 i byn och anslöt sig 1895 till Svenska missionsförbundet. Möten hölls ursprungligen i Mehedeby skolhus en 1898 uppfördes Betlehemskapellet i byn.
Byggandet av Untra kraftverk 4 kilometer sydväst om Mehedeby under 1910-talet fick en positiv effekt på ortens utveckling, inte minst ur ekonomisk synpunkt då inkomsterna möjliggjorde en modernisering av delar av den äldre bebyggelsen. Under 1960-70-talen expanderade Mehedeby med nya villaområden i södra och norra delen av samhället.

### Befolkningsutveckling
| Befolkningsutvecklingen i Mehedeby 1950–2020 | Befolkningsutvecklingen i Mehedeby 1950–2020 | Befolkningsutvecklingen i Mehedeby 1950–2020 | Befolkningsutvecklingen i Mehedeby 1950–2020 | Befolkningsutvecklingen i Mehedeby 1950–2020 |
| -------------------------------------------- | -------------------------------------------- | -------------------------------------------- | -------------------------------------------- | -------------------------------------------- |
|                                              |                                              |                                              |                                              |                                              |
| År                                           |                                              |                                              | Folkmängd                                    | Areal (ha)                                   |
| 1950                                         | 1950                                         |                                              | 348                                          |                                              |
| 1960                                         | 1960                                         |                                              | 329                                          |                                              |
| 1965                                         | 1965                                         |                                              | 330                                          |                                              |
| 1970                                         | 1970                                         |                                              | 327                                          |                                              |
| 1975                                         | 1975                                         |                                              | 318                                          |                                              |
| 1980                                         | 1980                                         |                                              | 474                                          |                                              |
| 1990                                         | 1990                                         |                                              | 512                                          | 71                                           |
| 1995                                         | 1995                                         |                                              | 479                                          | 72                                           |
| 2000                                         | 2000                                         |                                              | 465                                          | 72                                           |
| 2005                                         | 2005                                         |                                              | 476                                          | 72                                           |
| 2010                                         | 2010                                         |                                              | 463                                          | 72                                           |
| 2015                                         | 2015                                         |                                              | 430                                          | 64                                           |
| 2018                                         | 2018                                         |                                              | 433                                          | 64                                           |
| 2020                                         | 2020                                         |                                              | 407                                          | 64                                           |
|                                              |                                              |                                              |                                              |                                              |